# Sportjahr 1969
Liste der Sportjahre

◄◄ | ◄ | 1965 | 1966 | 1967 | 1968 | Sportjahr 1969 | 1970 | 1971 | 1972 | 1973 | ► | ►►

Weitere Ereignisse

## Badminton
Höhepunkte des Badmintonjahres 1969 waren der Uber Cup 1969 sowie die All England, die Irish Open, die Scottish Open, die German Open, die Dutch Open, die Denmark Open, die Südostasienspiele und die French Open. Erstmals wurden Asienmeisterschaften ausgetragen.

### Internationale Veranstaltungen
| Veranstaltung | Herreneinzel | Dameneinzel    | Herrendoppel                   | Damendoppel                          | Mixed                      |
| ------------- | ------------ | -------------- | ------------------------------ | ------------------------------------ | -------------------------- |
| All England   | Rudy Hartono | Hiroe Yuki     | Henning Borch Erland Kops      | Margaret Boxall Sue Pound Whetnall   | Roger Mills Gillian Perrin |
| French Open   | Elo Hansen   | Julie Rickard  | Oon Chong Hau Koh Kheng Siong  | Julie Rickard Alison Glenie          | Elo Hansen L. Horvid       |
| German Open   | Svend Pri    | Anne Flindt    | Jørgen Mortensen Henning Borch | Anne Flindt Pernille Mølgaard Hansen | Tony Jordan Susan Whetnall |
| Swedish Open  | Svend Pri    | Gillian Perrin | Svend Pri Erland Kops          | Margaret Boxall Susan Whetnall       | Roger Mills Gillian Perrin |

## Bandy
- 16. Februar – Bandy-Weltmeisterschaft in Schweden: Die Sowjetunion wird Weltmeister vor Schweden und Finnland.

## Leichtathletik
- 27. April – Karin Balzer, DDR, lief die 100 Meter Hürden in 13,0 Sekunden.
- 11. Mai – Paola Pigni, Italien, lief die 5000 Meter der Damen 16:17,4 Minuten.
- 20. Mai – Jaroslava Jehličková, Tschechoslowakei, lief die 1500 Meter der Damen in 4:10,7 Minuten.
- 30. Mai – Derek Clayton, Australien, lief den Marathon der Herren in 2:08:34 Stunden.
- 12. Juni – Irma Hansson, Schweden, ging im 20.000-Meter-Gehen der Damen in 1:51,1 Stunden.
- 12. Juni – Anatolij Bondartschuk, Russland, erreichte im Hammerwurf der Herren 75,48 Meter.
- 19. Juni – Ervin Hall, USA, lief die 110 Meter Hürden der Herren in 13,2 Sekunden.
- 30. Juni – Derek Clayton, Australien, lief den Marathon der Herren in 2:08:34 Stunden.
- 2. Juli – Paola Pigni, Italien, lief die 1500 Meter der Damen 4:12,4 Minuten.
- 13. Juli – Nadeschda Tschischowa, Sowjetunion, stieß im Kugelstoßen der Damen 20,09 Meter.
- 18. Juli – Liesel Westermann, Deutschland, erreichte im Diskuswurf der Damen 62,7 Meter.
- 18. Juli – Jorma Kinnunen, Finnland, erreichte im Speerwurf der Herren 92,7 Meter.
- 20. Juli – Karin Balzer, DDR, lief die 100 Meter Hürden in 13,3 Sekunden.
- 20. Juli – Teresa Sukniewicz, Polen, lief die 100 Meter Hürden in 13,3 Sekunden.
- 21. Juli – John Pennel, USA, erreichte im Stabhochsprung der Herren 5,44 Meter.
- 4. August – Willie Davenport, USA, lief die 110 Meter Hürden der Herren in 13,2 Sekunden.
- 11. August – Bill Toomey, USA, erreichte im Zehnkampf der Herren 8417 Punkte.
- 19. August – Vladimiras Dudinas, Sowjetunion, lief die 3000 Meter Hindernis der Herren in 8:22,2 Minuten.
- 2. September – Paola Pigni, Italien, lief die 5000 Meter der Damen 15:53,6 Minuten.
- 5. September – Waltraud Pöhland, DDR, lief die 1000 Meter der Damen 2:42,1 Minuten.
- 5. September – Karin Balzer, DDR, lief die 100 Meter Hürden der Damen 12,9 Sekunden.
- 18. September – Vladimiras Dudinas, Sowjetunion, lief die 3000 Meter Hindernis der Herren in 8:22,2 Minuten.
- 27. September – Liesel Westermann, Deutschland, warf im Diskuswurf der Damen 63,96 Meter.
- 18. Oktober – Nicole Duclos, Frankreich, lief die 400 Meter der Damen in 51,7 Sekunden.
- 27. Oktober – Liesel Westermann, Deutschland, erreichte im Diskuswurf der Damen 63,96 Meter.
- 5. November – Karin Balzer, DDR, lief die 100 Meter Hürden in 12,9 Sekunden.
- 11. Dezember – Bill Toomey, USA, erreichte im Zehnkampf der Herren 8309 Punkte.
- 12. Dezember – Paola Pigni, Italien, lief die 1500 Meter der Damen in 4:12,4 Minuten.

## Tennis
1969 gelang Rod Laver nach 1962 der zweite Grand-Slam-Gewinn seiner Karriere.
- Grand-Slam-Turniersieger (Herren):
  - Australian Open:  Rod Laver
  - French Open:  Rod Laver
  - Wimbledon:  Rod Laver
  - US Open:  Rod Laver
- Grand-Slam-Turniersieger (Damen):
  - Australian Open:  Margaret Smith Court
  - French Open:  Margaret Smith Court
  - Wimbledon:  Ann Haydon-Jones
  - US Open:  Margaret Smith Court

## Tischtennis
- Tischtennisweltmeisterschaft 1969 17. bis zum 27. April in München (Deutschland)
- Europaliga
  - 25. Januar: Moskau: D. – UdSSR 2:5 (Damen + Herren)
  - 26. Februar: Kassel: D. – Schweden 4:3 (Damen + Herren)
  - 18. März: Prag: D. – ČSSR 3:4 (Damen + Herren)
  - 12. April: Schleswig: D. – Rumänien 6:1 (Damen + Herren)
  - 19. Oktober: Berlin: D. – England 3:4 (Damen + Herren)

## Geboren

### Januar
- 02. Januar: Chalid al-'Aid, saudi-arabischer Springreiter
- 02. Januar: Robby Gordon, US-amerikanischer Automobilrennfahrer
- 02. Januar: Glen Johnson, jamaikanischer Boxer
- 02. Januar: Willi Tesch, deutscher Eishockeyspieler

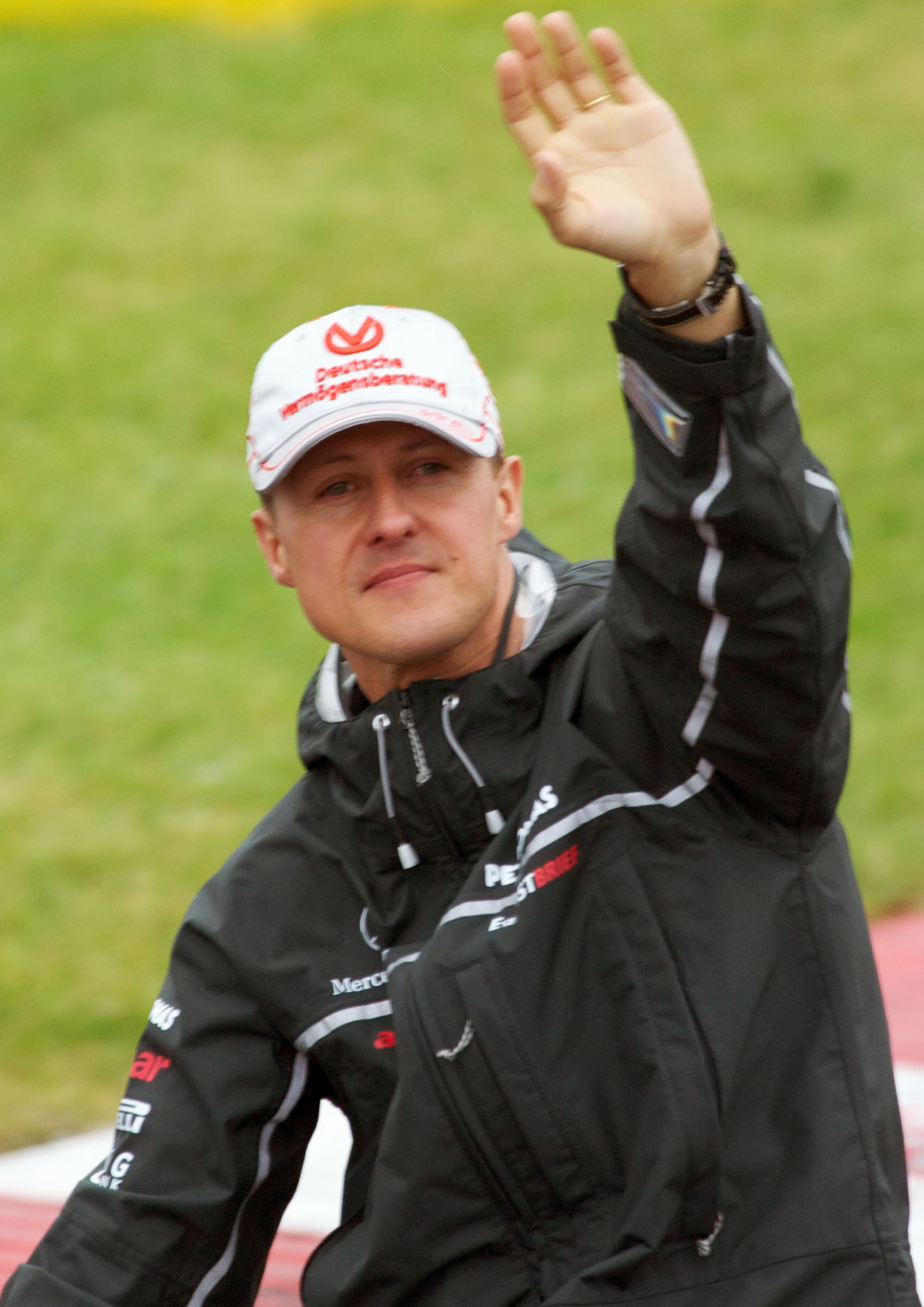
Michael Schumacher

- 03. Januar: Michael Schumacher, deutscher Automobilrennfahrer
- 05. Januar: Petra Behle, deutsche Biathletin
- 06. Januar: Nicholas A’Hern, australischer Geher
- 06. Januar: Stephan Harlander, deutscher Basketballtrainer
- 10. Januar: Andreas Reinke, deutscher Fußballspieler
- 11. Januar: Dave Cruikshank, US-amerikanischer Eisschnellläufer
- 11. Januar: Reemt Pyka, deutscher Eishockeyspieler und -trainer
- 12. Januar: Eduardo Hurtado, ecuadorianischer Fußballspieler
- 12. Januar: Robert Prosinečki, kroatischer Fußballspieler
- 13. Januar: Stefania Belmondo, italienische Skilangläuferin
- 13. Januar: Stephen Hendry, schottischer Snooker-Spieler
- 13. Januar: Cornelia Reckziegel, deutsche Tischtennisspielerin
- 14. Januar: Sergio Zárate, argentinischer Fußballspieler
- 15. Januar: Wita Pawlysch, ukrainische Leichtathletin
- 16. Januar: Marinus Bester, deutscher Fußballspieler, -trainer und -funktionär
- 16. Januar: Axel Britz, deutscher Fußballspieler
- 16. Januar: Roy Jones Jr., US-amerikanisch-russischer Boxer
- 17. Januar: Arseni Alawkin, russischer Schachmeister
- 18. Januar: Dave Bautista, US-amerikanischer Wrestler
- 19. Januar: Predrag Mijatović, serbischer Fußballspieler
- 20. Januar: Emil Anka, ungarischer Schach-Großmeister und Schiedsrichter
- 21. Januar: Mike Arnold, deutscher Skispringer
- 21. Januar: Birgit Peter, deutsche Handballspielerin
- 22. Januar: Santiago Aguilera, spanischer Beachvolleyballspieler
- 22. Januar: Markus Eggler, Schweizer Curler
- 23. Januar: Thomas Askebrand, schwedischer Fußballtrainer
- 23. Januar: Stefano Zanini, italienischer Radrennfahrer
- 24. Januar: Carlos Soca, uruguayischer Fußballspieler
- 26. Januar: Maarten den Bakker, niederländischer Radrennfahrer

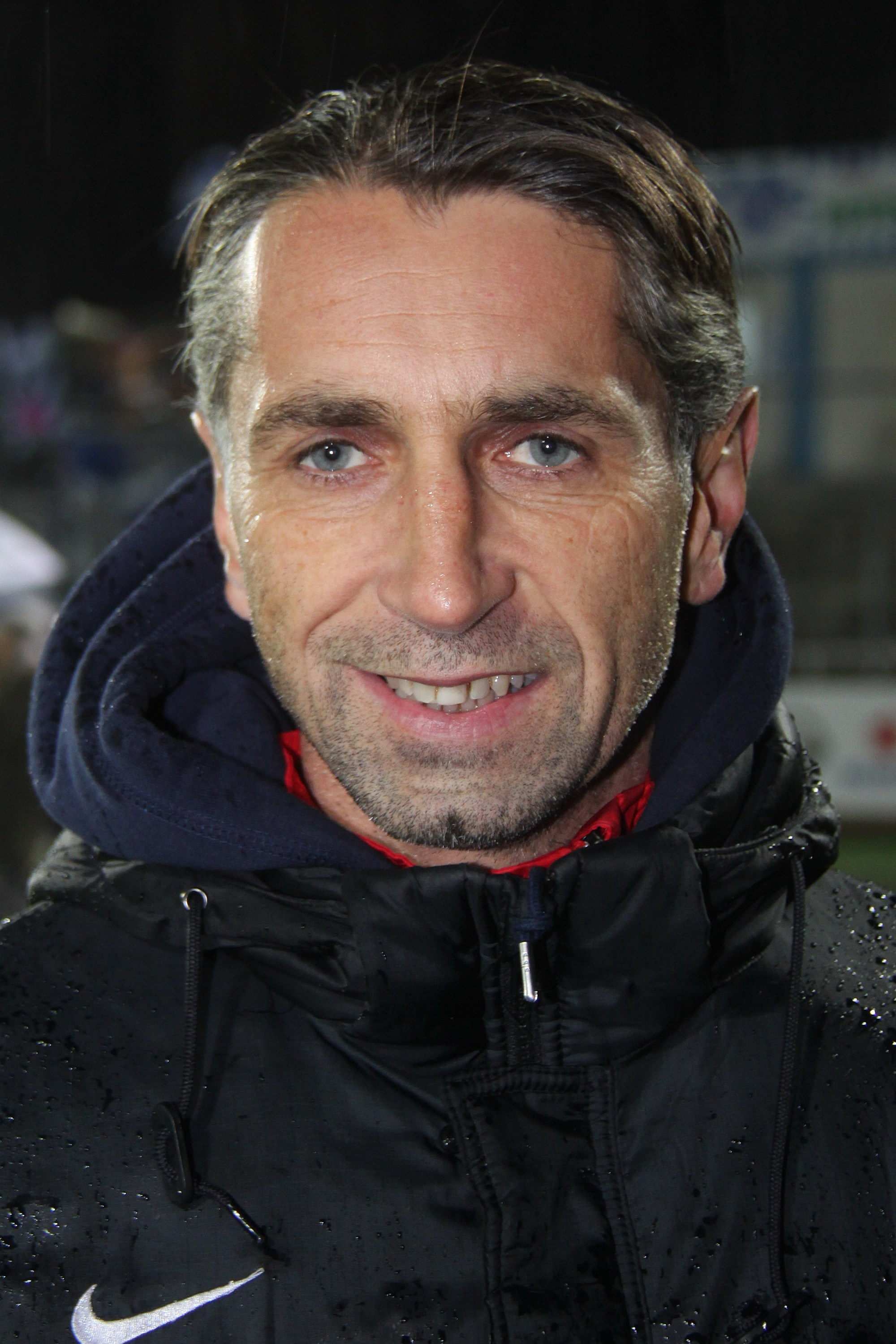
Edi Glieder

- 28. Januar: Edi Glieder, österreichischer Fußballspieler
- 28. Januar: Giorgio Lamberti, italienischer Schwimmer
- 28. Januar: Steffen Menze, deutscher Fußballspieler und -trainer
- 29. Januar: Lara Magoni, italienische Skirennläuferin
- 29. Januar: Saša Obradović, serbischer Basketballspieler und -trainer
- 30. Januar: Alexei Drejew, russischer Schachspieler
- 31. Januar: Katjuša Pušnik, slowenische Skirennläuferin

### Februar
- 01. Februar: Gabriel Batistuta, argentinischer Fußballspieler
- 01. Februar: Nino Salukwadse, sowjetisch-georgische Sportschützin und Olympiasiegerin
- 02. Februar: Knut Kircher, deutscher Fußballschiedsrichter
- 02. Februar: Igor Schalimow, russischer Fußballspieler -trainer
- 03. Februar: Julija Djomina, russische Schachspielerin
- 03. Februar: Paolo Roberto, schwedischer Boxer
- 07. Februar: Wiktor Maigurow, russischer Biathlet
- 08. Februar: Marco Villa, italienischer Radrennfahrer und Radsporttrainer
- 11. Februar: Anne Samplonius, kanadisch-US-amerikanische Radrennfahrerin
- 12. Februar: Steve Backley, britischer Leichtathlet
- 12. Februar: Johnny Mowlem, Automobilrennfahrer
- 13. Februar: Patrícia Amorim, brasilianische Schwimmerin
- 13. Februar: Mariusz Cissewski, deutsch-polnischer Eishockeytorhüter
- 13. Februar: Michael Löwe, rumänischer Boxer († 2025)
- 13. Februar: Kate Pace, kanadische Skirennläuferin
- 13. Februar: Frédéric Sausset, französischer Unternehmer und Automobilrennfahrer
- 14. Februar: Adriana Behar, brasilianische Beachvolleyballspielerin; zweifache Weltmeisterin
- 14. Februar: Bernhard Rühling, deutscher Ruderer
- 15. Februar: Anja Andersen, dänische Handballspielerin und -trainerin
- 15. Februar: Sergio Martínez, uruguayischer Fußballspieler
- 15. Februar: Fulvio Valbusa, italienischer Skilangläufer
- 16. Februar: Fermín Cacho, spanischer Mittelstreckenläufer und Olympiasieger
- 16. Februar: Dimas Teixeira, portugiesischer Fußballspieler
- 17. Februar: Željko Mavrović, kroatischer Boxer
- 18. Februar: Alexander Mogilny, russischer Eishockeyspieler
- 20. Februar: Siniša Mihajlović, serbischer Fußballspieler und -trainer († 2022) Siniša Mihajlović

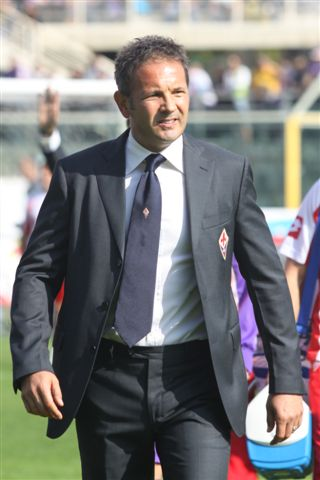
Siniša Mihajlović

- 21. Februar: William David, französischer Automobilrennfahrer
- 21. Februar: Petra Kronberger, österreichische Skirennläuferin
- 22. Februar: Brian Laudrup, dänischer Fußballspieler
- 22. Februar: Marc Wilmots, belgischer Fußballspieler und -trainer
- 23. Februar: Michael Campbell, neuseeländischer Golfspieler
- 24. Februar: Katrin Schreiter, deutsche Leichtathletin
- 25. Februar: Paul Trimboli, australischer Fußballspieler
- 26. Februar: Hendrik Ochel, deutscher Handballspieler
- 27. Februar: Frank Arens, deutscher Handballspieler
- 27. Februar: Gareth Llewellyn, walisischer Rugbyspieler
- 28. Februar: Butch Leitzinger, US-amerikanischer Automobilrennfahrer
- 28. Februar: Shawn McEachern, US-amerikanischer Eishockeyspieler und -trainer

### März

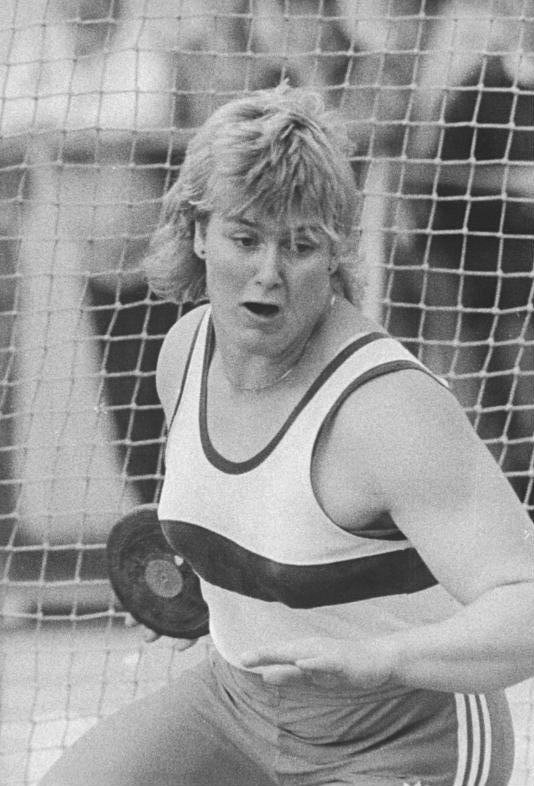
Ilke Wyludda

- 04. März: Matthias Kahle, deutscher Rallye-Fahrer
- 04. März: Pierluigi Casiraghi, italienischer Fußballspieler und -trainer
- 04. März: Henrik Rödl, deutscher Basketballspieler
- 06. März: Tahir Zaman, pakistanischer Hockeyspieler
- 07. März: Hideki Noda, japanischer Automobilrennfahrer
- 08. März: Martina Accola, Schweizer Skirennläuferin
- 09. März: Mahmoud Abdul-Rauf, US-amerikanischer Basketballspieler
- 10. März: Hany Ramzy, ägyptischer Fußballspieler
- 10. März: Ximena Restrepo, kolumbianische Leichtathletin
- 13. März: Luca Bucci, italienischer Fußballtorhüter
- 14. März: Axel Hager, deutscher Volleyballspieler
- 16. März: Alina Iwanowa, russische Geherin und Langstreckenläuferin
- 16. März: Waleri Nikulin, russischer Eishockeyspieler
- 17. März: Vjačeslavs Fanduls, lettischer Eishockeyspieler
- 18. März: Wassyl Iwantschuk, ukrainischer Schachgroßmeister
- 19. März: Tuulikki Laesson, estnische Schachspielerin
- 21. März: Ali Daei, iranischer Fußballspieler
- 21. März: Michael Weiner, deutscher Fußballschiedsrichter
- 23. März: Franz Stocher, österreichischer Bahnradrennfahrer
- 24. März: Stephan Eberharter, österreichischer Skirennläufer
- 24. März: Luís Oliveira, brasilianisch-belgischer Fußballspieler
- 27. März: Gianluigi Lentini, italienischer Fußballspieler
- 28. März: Ilke Wyludda, deutsche Leichtathletin († 2024)
- 28. März: Ingrid Stöckl, österreichische Skirennläuferin
- 29. März: Kim Batten, US-amerikanische Leichtathletin
- 30. März: Troy Bayliss, australischer Motorradrennfahrer
- 30. März: Yayoi Urano, japanische Ringerin
- 31. März: Frédéric Chassot, Schweizer Fußballspieler
- 31. März: Francesco Moriero, italienischer Fußballspieler und -trainer

### April

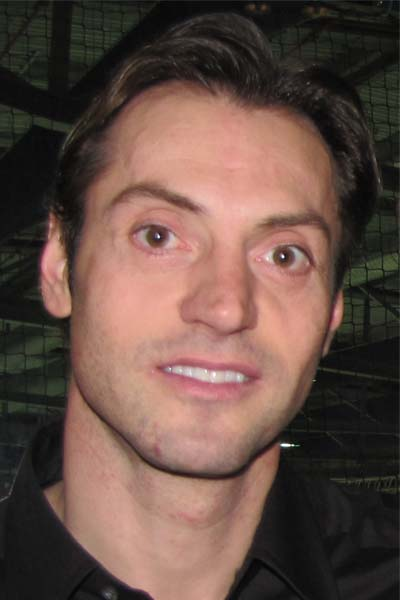
Jimmy Waite

- 01. April: Jean-Michel Bayle, französischer Motorradrennfahrer
- 01. April: Urs Lehmann, Schweizer Skirennläufer
- 05. April: Tomislav Piplica, bosnisch-herzegowinischer Fußballtorhüter
- 06. April: Philipp Peter, österreichischer Automobilrennfahrer
- 07. April: Wadim Naumow, russischer Eiskunstläufer († 2025)
- 07. April: Altemir Pessali, brasilianischer Fußballspieler
- 09. April: Linda Kisabaka, deutsche Leichtathletin
- 10. April: Jochen Lettmann, deutscher Kanute
- 11. April: Timo Aaltonen, finnischer Kugelstoßer
- 11. April: Carsten Arriens, deutscher Tennisspieler
- 11. April: Michael von Grünigen, Schweizer Skirennläufer
- 11. April: Steffen Uslar, deutscher Radrennfahrer
- 12. April: Lucas Radebe, südafrikanischer Fußballspieler
- 14. April: Dave Archibald, kanadischer Eishockeyspieler und -trainer
- 15. April: Craig Foster, australischer Fußballspieler
- 15. April: Jimmy Waite, kanadischer Eishockeyspieler
- 16. April: Germán Burgos, argentinischer Fußballspieler
- 16. April: Marcus Jehner, deutscher Eishockeyspieler
- 17. April: Wadym Kulabuchow, ukrainischer Eishockeyspieler
- 18. April: Thorsten Ehrig, deutscher Handballspieler
- 18. April: Anja Greb, deutsche Taekwondo-Kämpferin sowie Inlinehockey- und Eishockeyspielerin
- 19. April: Stefanie Schuster, österreichische Skirennläuferin
- 19. April: Zsuzsa Polgár, ungarisch-US-amerikanische Schachspielerin
- 20. April: Felix Baumgartner, österreichischer Extremsportler († 2025)
- 24. April: Jan Stankiewicz, schwedischer Handballspieler
- 28. April: Carl Rosenblad, schwedischer Automobilrennfahrer
- 28. April: Olga Sljussarewa, russische Radrennfahrerin und Olympiasiegerin

### Mai

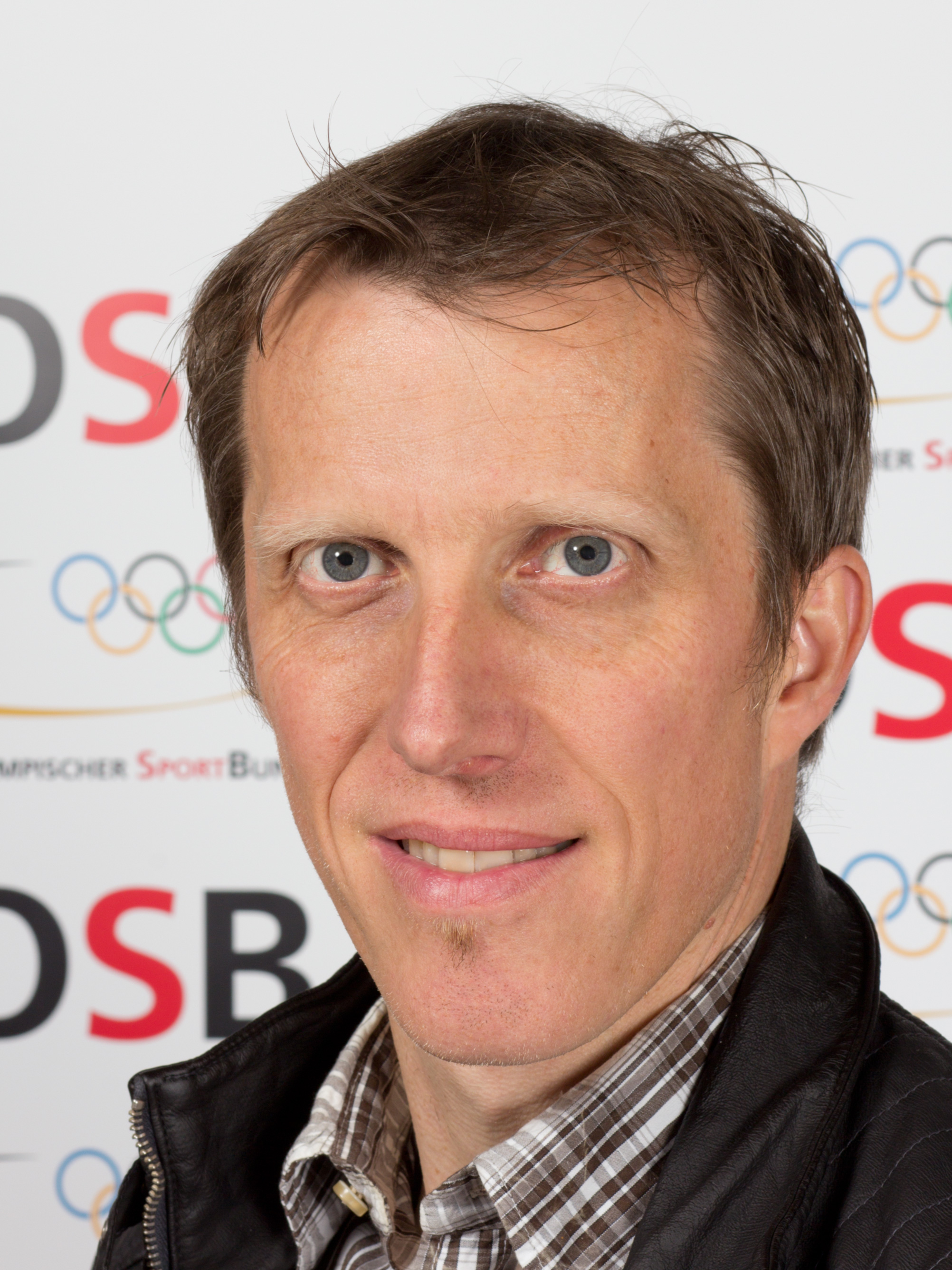
Jörg Roßkopf

- 06. Mai: Mickaël Conjungo, Leichtathlet aus der Zentralafrikanischen Republik
- 07. Mai: Katerina Maleewa, bulgarische Tennisspielerin
- 07. Mai: José Moreno Periñán, spanischer Radrennfahrer
- 08. Mai: Akebono Tarō, japanischer Sumōringer († 2024)
- 08. Mai: Jelena Timina, russisch-niederländische Tischtennisspielerin
- 09. Mai: Jelena Andrejewa, russische Leichtathletin
- 09. Mai: Hugo Maradona, argentinischer Fußballspieler († 2021)
- 10. Mai: Dennis Bergkamp, niederländischer Fußballspieler
- 10. Mai: Hilary Lindh, US-amerikanische Skirennläuferin
- 11. Mai: Yasutaka Hinoi, japanischer Automobilrennfahrer
- 11. Mai: Simon Vroemen, niederländischer Hindernisläufer
- 14. Mai: Stéphan Grégoire, französischer Automobilrennfahrer und Unternehmer
- 15. Mai: Emmitt Smith, US-amerikanischer American-Football-Spieler
- 16. Mai: Marco Kurz, deutscher Fußballspieler und -trainer
- 16. Mai: Steve Lewis, US-amerikanischer Leichtathlet
- 17. Mai: José Chamot, argentinischer Fußballspieler
- 18. Mai: Sybille Gruner, deutsche Handballspielerin
- 18. Mai: Thekla Krause, deutsche Fußballspielerin
- 19. Mai: Dmitri Filippow, russischer Handballspieler und -trainer
- 19. Mai: Lee Myung-hee, südkoreanische Badmintonspielerin
- 20. Mai: Simon Dolan, britischer Unternehmer und Automobilrennfahrer
- 20. Mai: Laurent Dufaux, Schweizer Radrennfahrer
- 20. Mai: Peter Göransson, schwedischer Skilangläufer
- 20. Mai: Alberto Mancini, argentinischer Tennisspieler
- 21. Mai: Federico Villagra, argentinischer Rallyefahrer
- 22. Mai: Jörg Roßkopf, deutscher Tischtennisspieler
- 23. Mai: Laurent Aïello, französischer Automobilrennfahrer
- 23. Mai: Jelena Schuschunowa, sowjetisch-russische Kunstturnerin und Olympiasiegerin († 2018)
- 24. Mai: Paolo Coloni, italienischer Automobilrennfahrer und Motorsportmanager
- 25. Mai: Mariano Aguerre, argentinischer Polospieler
- 27. Mai: Wladimir Pronin, russischer Hindernis- und Langstreckenläufer

### Juni
- 01. Juni: Miranda Graf, 1. Weltmeisterin in Minigolf
- 02. Juni: Alexander Leipold, deutscher Ringer
- 02. Juni: Túlio Humberto Pereira da Costa, brasilianischer Fußballspieler
- 06. Juni: Len Barrie, kanadischer Eishockeyspieler
- 06. Juni: Fernando Redondo, argentinischer Fußballspieler
- 07. Juni: Álex Aguinaga, ecuadorianischer Fußballspieler
- 07. Juni: Alina Astafei, deutsche Leichtathletin
- 07. Juni: Jens Härtel, deutscher Fußballspieler und -trainer
- 08. Juni: Dariusz Wosz, deutscher Fußballspieler und -trainer
- 11. Juni: Matthias Maucksch, deutscher Fußballspieler und -trainer
- 13. Juni: Swetlana Kriweljowa, russische Kugelstoßerin und Olympiasiegerin

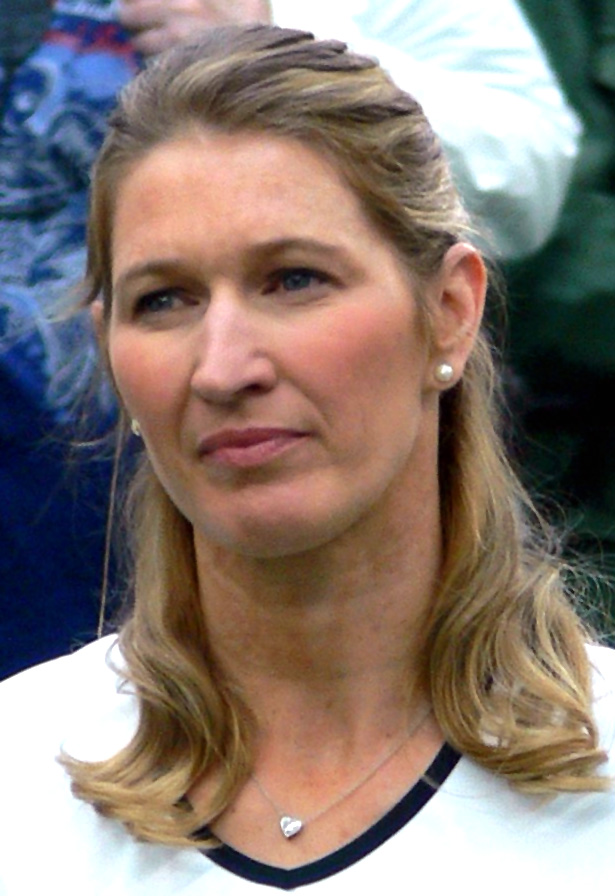
Steffi Graf

- 14. Juni: Steffi Graf, deutsche Tennisspielerin
- 14. Juni: Jackson Richardson, französischer Handballspieler

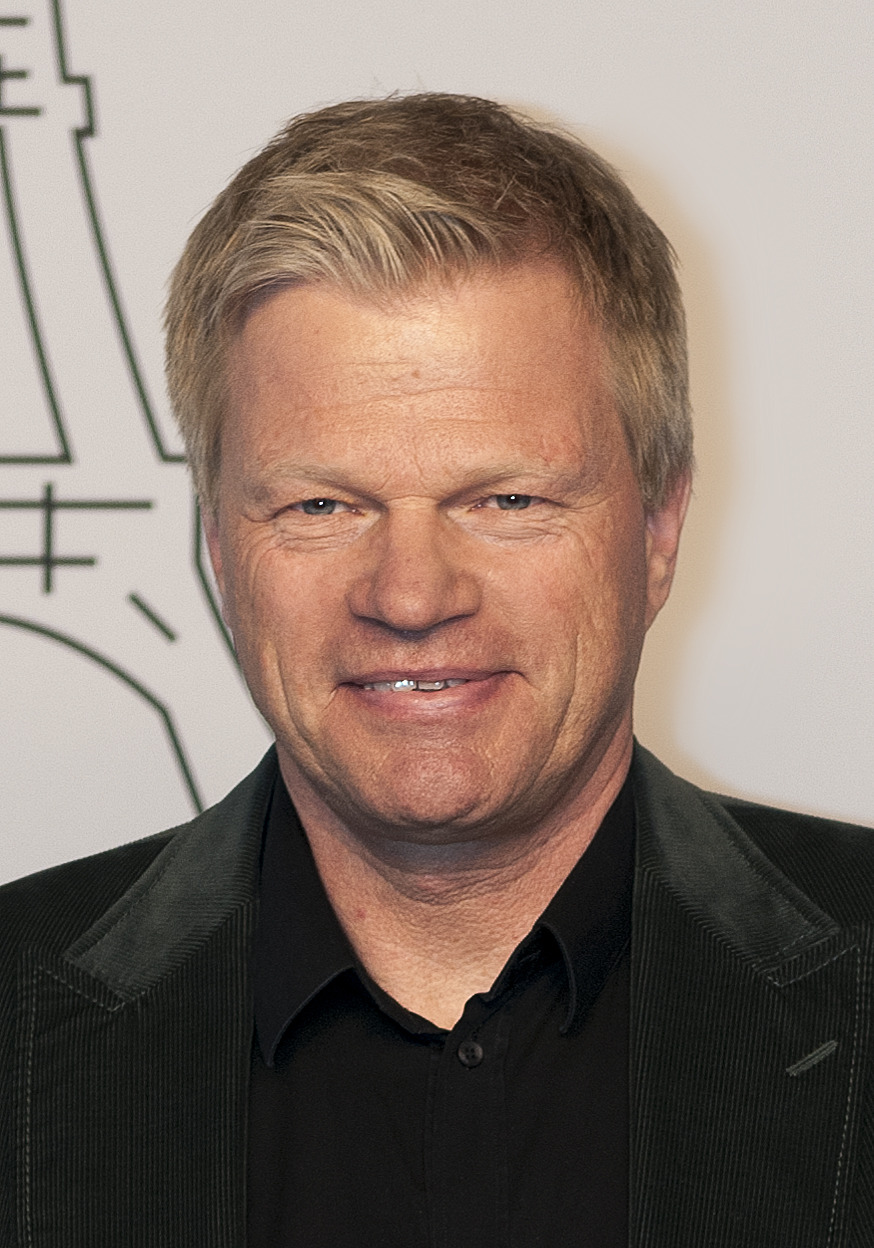
Oliver Kahn

- 15. Juni: Oliver Kahn, deutscher Fußballspieler
- 17. Juni: Paul Tergat, kenianischer Leichtathlet
- 17. Juni: Ilja Zymbalar, ukrainisch-russischer Fußballspieler und -trainer († 2013)
- 18. Juni: Mike McKee, kanadischer Eishockeyspieler
- 19. Juni: Tobias Barnerssoi, deutscher Skirennläufer
- 20. Juni: MaliVai Washington, US-amerikanischer Tennisspieler
- 21. Juni: Harun Isa, albanischer Fußballspieler
- 21. Juni: Gabriella Paruzzi, italienische Skilangläuferin
- 23. Juni: Fernanda Ribeiro, portugiesische Leichtathletin
- 23. Juni: Jens-Uwe Zöphel, deutscher Fußballspieler
- 28. Juni: Stéphane Chapuisat, Schweizer Fußballspieler
- 28. Juni: Phil Masinga, südafrikanischer Fußballspieler († 2019)
- 28. Juni: Peter Wiehle, deutscher Fußballspieler und -trainer
- 30. Juni: Volker Mudrow, deutscher Handballspieler und -trainer
- 30. Juni: Uta Rohländer, deutsche Leichtathletin

### Juli
- 01. Juli: Sven Liesegang, deutscher Handballspieler und -trainer
- 03. Juli: Stephan Zünd, Schweizer Skispringer
- 05. Juli: Glenn Magnusson, schwedischer Radrennfahrer
- 07. Juli: Johan Furhoff, schwedischer Schachspieler
- 07. Juli: Sylke Otto, deutsche Rodlerin
- 07. Juli: Joe Sakic, kanadischer Eishockeyspieler
- 08. Juli: Lisa Arce, US-amerikanische Beachvolleyballspielerin
- 08. Juli: François-Xavier Houlet, französischer Handballspieler
- 09. Juli: Munkhbayar Dorjsuren, deutsch-mongolische Sportschützin
- 10. Juli: Dirk Adorf, deutscher Automobilrennfahrer
- 11. Juli: Jyri Aalto, finnischer Badmintonspieler
- 14. Juli: Thomas Ambrosius, dänischer Fußballspieler
- 17. Juli: Jean-Bernard Bouvet, französischer Automobilrennfahrer
- 17. Juli: Jaan Kirsipuu, estnischer Radrennfahrer
- 18. Juli: Hege Riise, norwegische Fußballspielerin
- 18. Juli: Lazaros Voreadis, griechischer Schiedsrichter
- 19. Juli: Sabine Bau, deutsche Florett-Fechterin
- 20. Juli: Kreso Kovacec, deutscher Fußballspieler
- 21. Juli: Klaus Graf, deutscher Automobilrennfahrer

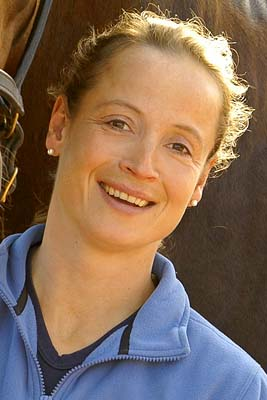
Isabell Werth

- 21. Juli: Isabell Werth, deutsche Dressurreiterin
- 22. Juli: Ronny Weller, deutscher Gewichtheber
- 23. Juli: Marco Bode, deutscher Fußballspieler
- 24. Juli: Maxim Michailowski, russischer Eishockeytorwart
- 25. Juli: Mike Hezemans, niederländischer Automobilrennfahrer
- 25. Juli: Artur Partyka, polnischer Leichtathlet
- 27. Juli: Pavel Hapal, tschechischer Fußballspieler
- 27. Juli: Paul Levesque, US-amerikanischer Wrestler (Triple H)

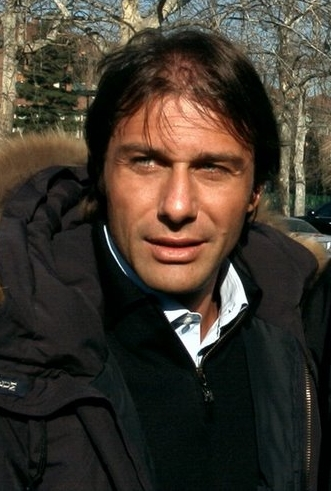
Antonio Conte

- 31. Juli: Antonio Conte, italienischer Fußballspieler und -trainer
- 31. Juli: Miklós Rosta, ungarischer Handballspieler

### August
- 01. August: Matthias Bleyer, österreichischer Fußballspieler
- 01. August: Tomasz Łapiński, polnischer Fußballspieler
- 01. August: Ibrahim Okyay, türkischer Automobilrennfahrer
- 01. August: Torsten Raspe, deutscher Fußballspieler
- 01. August: Naoki Yasuzaki, japanischer Skispringer
- 01. August: Rodin Younessi, US-amerikanischer Automobilrennfahrer
- 02. August: Erik Meijer, niederländischer Fußballspieler
- 02. August: Fernando Couto, portugiesischer Fußballspieler
- 06. August: Sören Lausberg, deutscher Radrennfahrer
- 08. August: Pawel Wladimirowitsch Melnikow, russischer Ruderer
- 10. August: Iain Fraser, kanadischer Eishockeyspieler
- 11. August: Vanderlei de Lima, brasilianischer Marathonläufer
- 12. August: Andrzej Piotrowski polnischer Skilangläufer
- 15. August: Yoshiyuki Abe, japanischer Radrennfahrer
- 15. August: Carlos Roa, argentinischer Fußballtorhüter
- 16. August: Joaquim Andrade, portugiesischer Radrennfahrer

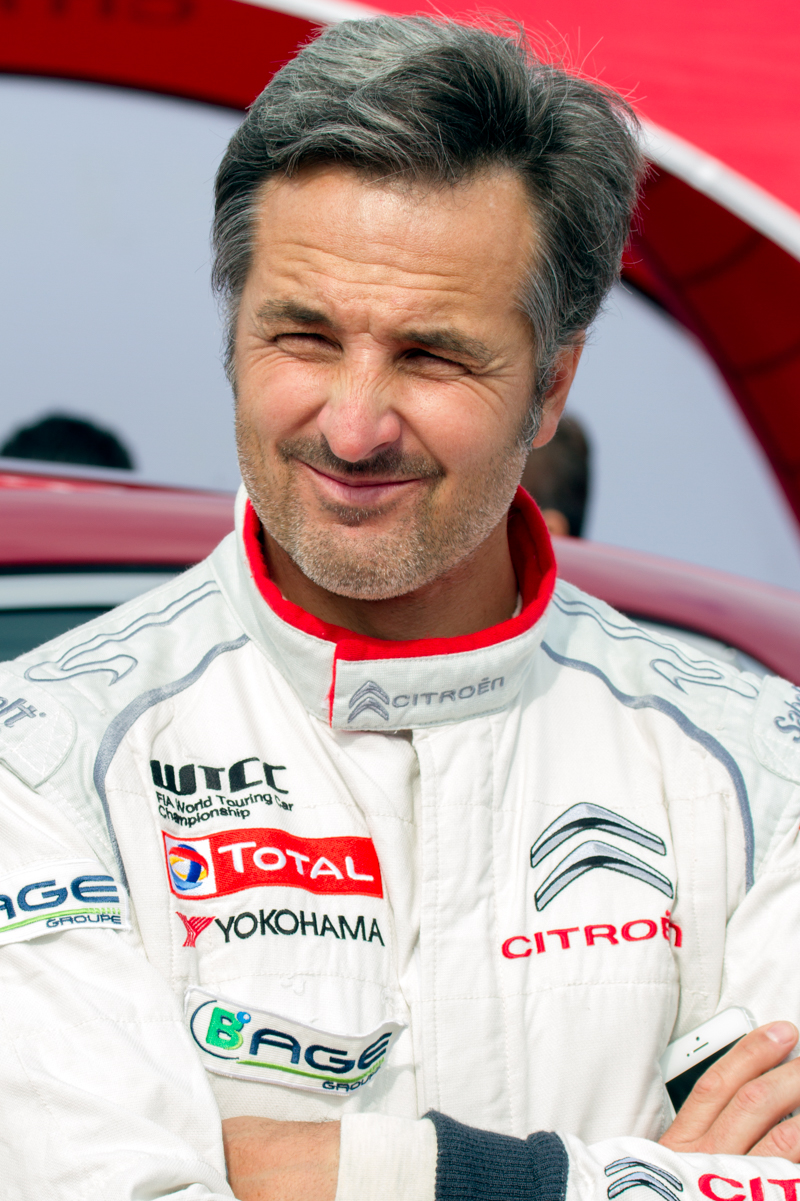
Yvan Muller

- 16. August: Yvan Muller, französischer Automobilrennfahrer
- 17. August: Markus Gisdol, deutscher Fußballspieler und Trainer
- 17. August: Jelena Kononowa, russische Fußballspielerin († 2014)
- 17. August: Christian Laettner, US-amerikanischer Basketballspieler
- 17. August: Massimo Strazzer, italienischer Radrennfahrer
- 19. August: Olapade Adeniken, nigerianischer Sprinter
- 25. August: Enrico Poitschke, deutscher Radrennfahrer
- 26. August: Nicole Arendt, US-amerikanische Tennisspielerin
- 30. August: Vladimir Jugović, serbischer Fußballspieler
- 31. August: Justo Ruiz, andorranischer Fußballspieler

### September
- 01. September: Enric Masip, spanischer Handballspieler und -funktionär
- 03. September: Jörg Müller, deutscher Automobilrennfahrer
- 04. September: Alex Hicks, kanadischer Eishockeyspieler
- 08. September: Eusebio Di Francesco, italienischer Fußballspieler und -trainer
- 11. September: Leonardo Ramos, uruguayischer Fußballspieler und -trainer
- 12. September: Ángel Cabrera, argentinischer Golfspieler
- 12. September: Mika Myllylä, finnischer Skilangläufer († 2011)
- 13. September: Daniel Fonseca, uruguayischer Fußballspieler
- 13. September: Shane Warne, australischer Cricketspieler († 2022)
- 14. September: Francesco Antonioli, italienischer Fußballtorhüter
- 14. September: Grigory Serper, US-amerikanischer Schachspieler
- 15. September: Rewas Arweladse, georgischer Fußballspieler
- 16. September: Emanuele Guidi, san-marinesischer Bogenschütze
- 16. September: Tony Hands, englischer Squashspieler
- 17. September: Ken Doherty, irischer Snooker-Spieler
- 17. September: Bismarck Barreto Faria, brasilianischer Fußballspieler
- 18. September: Juha Ahokas, finnischer Ringer
- 18. September: Nezha Bidouane, marokkanische Leichtathletin
- 18. September: Stéphane Lannoy, französischer Fußballschiedsrichter
- 19. September: Jan „Fege“ Fegter, deutscher Handballspieler
- 20. September: Emiliano González, andorranischer Fußballspieler
- 22. September: Junko Asari, japanische Marathonläuferin
- 22. September: Nicole Bradtke, australische Tennisspielerin
- 22. September: Daniela Georgiewa, bulgarische Sprinterin
- 22. September: Pawel Kolobkow, russischer Degenfechter und Olympiasieger Pawel Kolobkow

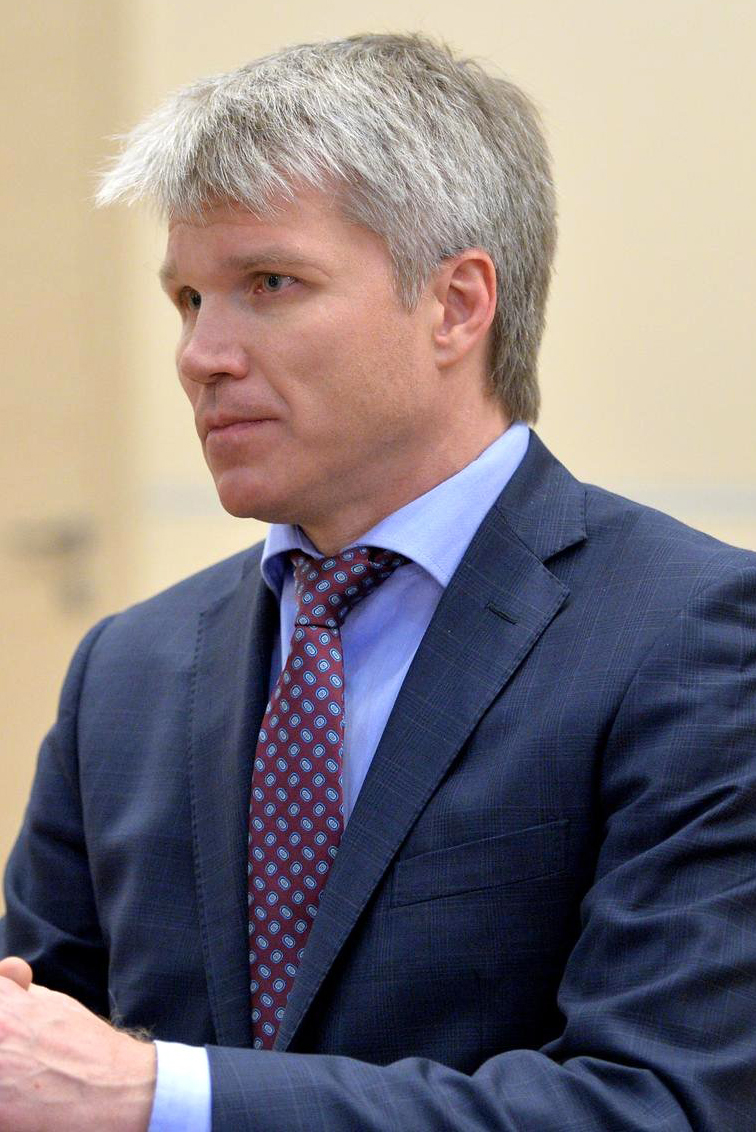
Pawel Kolobkow

- 23. September: Tapio Laukkanen, finnischer Rallyefahrer
- 23. September: Michael Rich, deutscher Radrennfahrer
- 24. September: Hussain Ghulum Abbas, Fußballspieler der Vereinigten Arabischen Emirate
- 24. September: Miyoko Asahina, japanische Langstreckenläuferin
- 26. September: Holger Stanislawski, deutscher Fußballspieler und -trainer
- 27. September: Claudia Mandrysch, deutsche Fußballspielerin
- 29. September: Jürgen Oelschläger, deutscher Motorradrennfahrer († 2004)
- 29. September: Ivica Vastić, österreichischer Fußballspieler

### Oktober

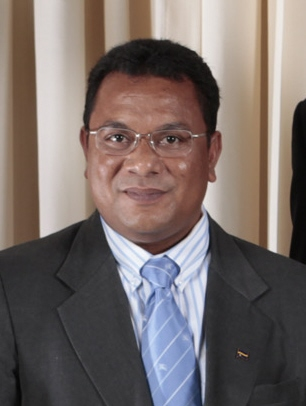
Marcus Stephen

- 01. Oktober: Marcus Stephen, nauruischer Gewichtheber und Abgeordneter des Parlaments
- 02. Oktober: Peter Gerfen, deutscher Handballtrainer und Handballspieler
- 03. Oktober: Massimiliano Papis, italienischer Automobilrennfahrer
- 03. Oktober: Gerhard Schebler, deutscher Schachspieler
- 06. Oktober: Enrico Barth, deutscher Fußballspieler
- 06. Oktober: Byron Black, simbabwischer Tennisspieler
- 06. Oktober: Peter Sippel, deutscher Fußballschiedsrichter
- 10. Oktober: Brett Favre, US-amerikanischer American-Football-Spieler
- 10. Oktober: Robert Quiroga, US-amerikanischer Boxer († 2004)
- 11. Oktober: Tetjana Tereschtschuk-Antipowa, ukrainische Leichtathletin
- 12. Oktober: Cary Mullen, kanadischer Skirennläufer
- 13. Oktober: Andrei Buschkow, russischer Eiskunstläufer
- 14. Oktober: Karsten Baumann, deutscher Fußballspieler
- 14. Oktober: P. J. Brown, US-amerikanischer Basketballspieler
- 15. Oktober: Vítor Baía, portugiesischer Fußballspieler
- 15. Oktober: Markus Freiherr von Rotberg, deutscher Fußballspieler
- 16. Oktober: Reinhold Daschner, deutscher Fußballspieler
- 17. Oktober: Ernie Els, südafrikanischer Golfspieler
- 19. Oktober: Dieter Thoma, deutscher Skispringer
- 20. Oktober: Martin Groth, deutscher Fußballspieler
- 20. Oktober: Guillermo Pérez Roldán, argentinischer Tennisspieler
- 21. Oktober: Dariusz Adamczuk, polnischer Fußballspieler
- 21. Oktober: Richard Balandras, französischer Automobilrennfahrer
- 21. Oktober: Lucio Cecchinello, italienischer Motorradrennfahrer
- 21. Oktober: Richard Esponda, uruguayischer Boxer
- 23. Oktober: Christian Schwarzer, deutscher Handballspieler
- 25. Oktober: Simone Koch, deutsche Eiskunstläuferin
- 25. Oktober: Thomas Lasser, deutscher Fußballspieler
- 25. Oktober: Oleg Salenko, russischer Fußballspieler
- 27. Oktober: Michael Tarnat, deutscher Fußballspieler
- 28. Oktober: Abdulrahman al-Roomi, saudi-arabischer Fußballspieler
- 30. Oktober: Ilia Gruev, bulgarischer Fußballspieler und -trainer
- 31. Oktober: Dieter Ramusch, österreichischer Fußballspieler

### November
- 03. November: Fabio Babini, italienischer Automobilrennfahrer
- 04. November: Jan Apell, schwedischer Tennisspieler
- 04. November. Thomas Luther, deutscher Schachspieler
- 04. November: Alexander Moskalenko, russischer Trampolinturner und Olympiasieger
- 10. November: Faustino Asprilla, kolumbianischer Fußballspieler
- 10. November: Bruce Goodin, neuseeländischer Springreiter

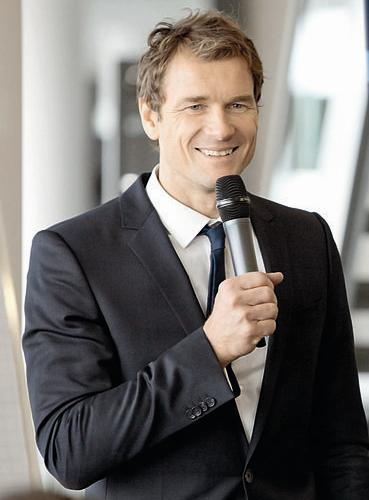
Jens Lehmann

- 10. November: Jens Lehmann, deutscher Fußballspieler
- 12. November: Harry Attison, Fußballschiedsrichter aus Vanuatu
- 13. November: Thomas Frank, deutscher Fußballschiedsrichter
- 14. November: Greg Andrusak, kanadischer Eishockeyspieler
- 15. November: Harry Koch, deutscher Fußballspieler
- 19. November: Philippe Adams, belgischer Automobilrennfahrer
- 19. November: Richard Virenque, französischer Radrennfahrer
- 20. November: Kristian Ghedina, italienischer Skirennläufer und Motorsportler
- 20. November: Wolfgang Stark, deutscher Fußballschiedsrichter
- 22. November: Katrin Krabbe, deutsche Kurzstreckenläuferin
- 23. November: Olivier Beretta, monegassischer Automobilrennfahrer
- 23. November: Byron Moreno, ecuadorianischer Fußballschiedsrichter
- 24. November: Robert Andersson, schwedischer Handballspieler und -trainer
- 25. November: Renato Faverani, italienischer Fußballschiedsrichter
- 26. November: Shawn Kemp, US-amerikanischer Basketballspieler
- 27. November: Ike Quartey, ghanaischer Boxer
- 28. November: Sonia O’Sullivan, irische Leichtathletin
- 28. November: Trace Worthington, US-amerikanischer Freestyle-Skier
- 29. November: Kasey Keller, US-amerikanischer Fußballspieler
- 30. November: Tomas Axnér, schwedischer Handballspieler
- 30. November: Marc Goossens, belgischer Automobilrennfahrer

### Dezember
- 03. Dezember: Halvard Hanevold, norwegischer Biathlet
- 05. Dezember: Ramón Ramírez, mexikanischer Fußballspieler
- 06. Dezember: Christophe Agnolutto, französischer Radrennfahrer
- 06. Dezember: Jörg Heinrich, deutscher Fußballspieler
- 08. Dezember: Bernd Hollerbach, deutscher Fußballspieler
- 09. Dezember: Horst Heldt, deutscher Fußballspieler und -funktionär
- 09. Dezember: Bixente Lizarazu, französischer Fußballspieler
- 10. Dezember: Rob Blake, kanadischer Eishockeyspieler

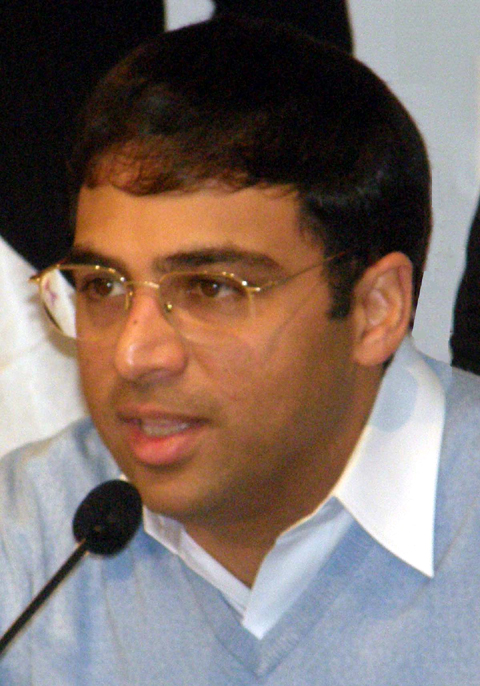
Viswanathan Anand

- 11. Dezember: Viswanathan Anand, indischer Schachspieler
- 11. Dezember: Asanowaka Takehiko, japanischer Sumōringer
- 12. Dezember: Michael Möllenbeck, deutscher Leichtathlet († 2022)
- 13. Dezember: Dragan Adžić, montenegrinischer Handballspieler und -trainer
- 13. Dezember: Sergej Fjodorow, russischer Eishockeyspieler
- 15. Dezember: Peter Müller, deutscher Fußballspieler
- 16. Dezember: Henning Bürger, deutscher Fußballspieler
- 16. Dezember: Michelle Smith, irische Schwimmerin
- 16. Dezember: Martin Ulrich, österreichischer Eishockeyspieler und -trainer
- 17. Dezember: Inna Lassowskaja, russische Dreispringerin
- 17. Dezember: Scott Player, US-amerikanischer American-Football-Spieler
- 18. Dezember: Santiago Cañizares, spanischer Fußballspieler
- 18. Dezember: Christophe Tinseau, französischer Automobilrennfahrer
- 19. Dezember: Lucilla Andreucci, italienische Langstreckenläuferin
- 20. Dezember: Michael Fellmann, deutscher Segelsportler
- 20. Dezember: Serhij Holubyzkyj, ukrainischer Fechter
- 22. Dezember: Myriam Bédard, kanadische Biathletin und zweifache Olympiasiegerin
- 22. Dezember: Dagmar Hase, deutsche Schwimmerin
- 22. Dezember: Martin Schmidt, deutscher Handballspieler
- 23. Dezember: John Bickerton, englischer Profigolfer der European Tour
- 23. Dezember: Angelika Neuner, österreichische Rodelsportlerin
- 23. Dezember: Günter Perl, deutscher Fußballschiedsrichter
- 24. Dezember: Milan Blagojevic, australischer Fußballspieler
- 24. Dezember: Leavander Johnson, US-amerikanischer Profiboxer († 2005)
- 26. Dezember: Thomas Linke, deutscher Fußballspieler
- 29. Dezember: Allan McNish, schottischer Automobilrennfahrer
- 30. Dezember: Emmanuel Clérico, französischer Automobilrennfahrer
- 30. Dezember: Jens Eriksen, dänischer Badmintonspieler

## Gestorben

### Januar
- 01. Januar: Mığır Mığıryan, armenischer Leichtathlet (* 1882)
- 01. Januar: Bruno Söderström, schwedischer Leichtathlet (* 1881)
- 02. Januar: Charles Smith, US-amerikanischer Segler (* 1889)
- 03. Januar: Commodore Cochran, US-amerikanischer Leichtathlet (* 1902)
- 04. Januar: Jimmy Foster, britischer Eishockeytorhüter (* 1905)
- 04. Januar: Julian Myrick, US-amerikanischer Tennisfunktionär (* 1880)
- 04. Januar: Amedeo Varese, italienischer Fußballspieler (* 1890)
- 08. Januar: Albert Hill, britischer Leichtathlet und Olympiasieger (* 1889)
- 08. Januar: Elmar Kaljot, estnischer Fußballspieler und -trainer (* 1901)
- 09. Januar: Jacobus van Egmond, niederländischer Radrennfahrer (* 1908)
- 10. Januar: Olga Oelkers, deutsche Fechterin (* 1887)
- 12. Januar: Károly Fogl, ungarischer Fußballspieler und -trainer (* 1895)
- 12. Januar: Teodor Peterek, polnischer Fußballspieler und -trainer (* 1910)
- 15. Januar: Patrick Flynn, US-amerikanischer Leichtathlet (* 1894)
- 18. Januar: Lewis Tewanima, US-amerikanischer Langstreckenläufer (* 1888)
- 19. Januar: Carlo Salamano, italienischer Automobilrennfahrer (* 1890)
- 19. Januar: Ilse Thouret, deutsche Motorrad- und Automobilrennfahrerin, Sportlerin sowie Sportjournalistin (* 1897)
- 21. Januar: Léon Deloy, französischer Sportschütze (* 1894)
- 22. Januar: Federico Cesarano, italienischer Fechter und Sportschütze (* 1886)
- 22. Januar: Anton Gerrits, niederländischer Radrennfahrer (* 1885)
- 28. Januar: Louis Villeneuve, französischer Automobilrennfahrer (* 1889)
- 30. Januar: Herman Cederberg, finnischer Schwimmer (* 1883)
- 30. Januar: Alexis Vedeux, französischer Turner (* 1879)
- 31. Januar: Adamo Bozzani, italienischer Turner (* 1891)

### Februar
- 01. Februar: Edgar Nemir, US-amerikanischer Boxer und Ringer (* 1910)
- 06. Februar: Edoardo Severgnini, italienischer Radrennfahrer (* 1904)
- 08. Februar: Kurt Kuhnke, deutscher Rennfahrer, Konstrukteur und Unternehmer (* 1910)
- 09. Februar: Tiest van Gestel, niederländischer Bogenschütze (* 1881)
- 09. Februar: Manuel Plaza, chilenischer Marathonläufer (* 1900)
- 11. Februar: Oswald Holmberg, schwedischer Turner und Tauzieher (* 1882)
- 12. Februar: Reidar Sørlie, norwegischer Leichtathlet (* 1909)
- 13. Februar: Yrjö Kolho, finnischer Sportschütze (* 1888)
- 16. Februar: Gisela Arendt, deutsche Schwimmerin (* 1918)
- 16. Februar: Gennaro Auricchio, italienischer Industrieller und Motorrad- sowie Automobilrennfahrer (* 1906)
- 20. Februar: Eugene Vidal, US-amerikanischer Leichtathlet, Football- und Basketballspieler (* 1895)
- 25. Februar: Władysław Dobrowolski, polnischer Säbelfechter, Leichtathlet und Sportfunktionär (* 1896)
- 28. Februar: Otto Fahr, deutscher Schwimmer (* 1892)
- 28. Februar: Martin Stahnke, deutscher Ruderer (* 1888)
- 000Februar: John Johnstone, US-amerikanischer Hochspringer (* 1892)

### März
- 02. März: Olaf Jacobsen, norwegischer Turner (* 1888)
- 03. März: Fred Alexander, US-amerikanischer Tennisspieler (* 1880)
- 04. März: Giorgio Chiavacci, italienischer Florettfechter (* 1899)
- 05. März: Jo van Gastel, niederländischer Bogenschütze (* 1887)
- 05. März: Martin Hindorff, schwedischer Segler (* 1897)
- 08. März: Jorge Linford, chilenischer Fußballspieler (* 1902)
- 10. März: Fernand Gonder, französischer Stabhochspringer (* 1883)
- 11. März: Harold Clarke, britischer Wasserspringer (* 1888)
- 11. März: John Daly, irischer Langstrecken- und Hindernisläufer (* 1873)
- 21. März: Zdzisław Motyka, polnischer Skilangläufer (* 1907)
- 22. März: Alf Lie, norwegischer Turner (* 1887)
- 22. März: Camille Mandrillon, französischer Skisportler (* 1891)

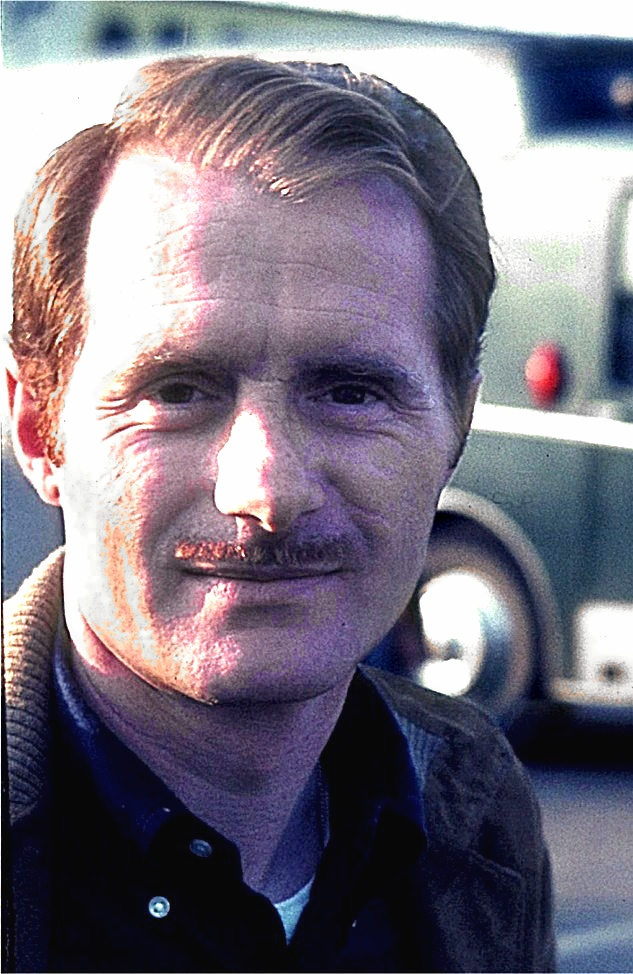
Lucien Bianchi

- 30. März: Lucien Bianchi, belgischer Automobilrennfahrer (* 1934)
- 30. März: Joaquín Cuadrada, spanischer Schwimmer (* 1893)
- 30. März: Alois Müller, österreichischer Fußballspieler und -trainer (* 1890)
- 30. März: Gaston Strobino, US-amerikanischer Langstreckenläufer (* 1891)

### April
- 03. April: Béla Varga, ungarischer Ringer (* 1889)
- 04. April: Alphonse Auclair, französischer Automobilrennfahrer (* 1898)
- 06. April: Horst Hoeck, deutscher Ruderer (* 1904)
- 07. April: Åke Hedvall, schwedischer Leichtathlet (* 1910)
- 07. April: Edmond Maillard, chilenischer Radrennfahrer (* 1896)
- 09. April: Leopold Grundwald, österreichischer Fußballspieler und -trainer (* 1891)
- 16. April: Philippe Boyard, französischer Eishockeyspieler (* 1916)
- 22. April: Saverio Ragno, italienischer Fechter (* 1902)
- 23. April: Paul Lindpaintner, deutscher Tennisspieler (* 1883)
- 26. April: James McEachern, US-amerikanischer Leichtathlet (* 1881)
- 27. April: Erkki Kataja, finnischer Leichtathlet (* 1924)

### Mai
- 02. Mai: Jānis Bebris, lettischer Eishockey- und Fußballspieler (* 1917)
- 04. Mai: Marie Décugis, französischer Tennisspielerin (* 1884)
- 05. Mai: Paul Gailly, belgischer Wasserballspieler (* 1894)
- 06. Mai: Lajos Czeizler, ungarischer Fußballtrainer (* 1893)
- 06. Mai: Emmanuel Guevara, mexikanischer Fußballspieler und -trainer (* 1902)
- 08. Mai: Armand Carlsen, norwegischer Eisschnellläufer und Radrennfahrer (* 1905)
- 11. Mai: Jim Bowdoin, US-amerikanischer American-Football-Spieler (* 1904)
- 14. Mai: Frederick Lane, australischer Schwimmer (* 1880)
- 14. Mai: Jacques Thubé, französischer Segler (* 1882)
- 16. Mai: Hermann Weiß, österreichischer Eishockeytorhüter (* 1909)
- 24. Mai: Hjalmar Cedercrona, schwedischer Turner (* 1883)
- 24. Mai: Emilio Salafia, italienischer Ruderer (* 1910)
- 24. Mai: Hans Weber, deutscher Motorsportler (* 1941)
- 31. Mai: Ernst Röthig, deutscher Fechter (* 1906)

### Juni
- 01. Juni: Ivar Ballangrud, norwegischer Eisschnellläufer (* 1904)
- 01. Juni: Richard Rößler, deutscher Schwimmer (* 1881)
- 01. Juni: Gustav Schürger, deutscher Wasserballspieler (* 1908)
- 02. Juni: Christen Christensen, norwegischer Eiskunstläufer (* 1904)
- 03. Juni: Knut Alm, schwedischer Leichtathlet (* 1889)
- 03. Juni: Ulrich Lederer, österreichischer Fußball-, Bandy- und Eishockeyspieler, Leichtathlet und Ringer (* 1897)
- 04. Juni: Rafael Osuna, mexikanischer Tennisspieler (* 1938)
- 05. Juni: Simeon Toribio, philippinischer Leichtathlet (* 1905)
- 08. Juni: Walter Risse, deutscher Fußballspieler (* 1893)
- 13. Juni: Mesulame Rakuro, fidschianischer Leichtathlet (* 1932)
- 15. Juni: Jules Labéeu, belgischer Turner (* 1885)
- 16. Juni: Jacques Chaudron, französischer Eishockeyspieler (* 1889)
- 17. Juni: Primo Magnani, italienischer Radrennfahrer (* 1892)
- 21. Juni: Maureen Connolly, US-amerikanische Tennisspielerin (* 1934)
- 21. Juni: Marcel Roman, belgischer Ruderer und Sportfunktionär (* 1900)
- 23. Juni: Volmari Iso-Hollo, finnischer Leichtathlet, zweifacher Olympiasieger (* 1907)
- 29. Juni: Jan Brand, niederländischer Hockeyspieler (* 1908)
- 29. Juni: Poul Hartmann, dänischer Ruderer (* 1878)
- 30. Juni: Domingo Tejera, uruguayischer Fußballspieler (* 1899)

### Juli
- 04. Juli: Henri Decoin, französischer Schwimmer, Wasserballspieler und Sportjournalist (* 1890)
- 05. Juli: Ludwig Hussak, österreichischer Fußballspieler (* 1883)
- 12. Juli: Bill Ivy, britischer Motorradrennfahrer (* 1942)
- 14. Juli: Eero Berg, finnischer Leichtathlet (* 1898)
- 16. Juli: Max Gablonsky, deutscher Fußballspieler und Leichtathlet (* 1890)
- 16. Juli: Marcel Perrot, französischer Fechter (* 1879)
- 17. Juli: Oskar Quarg, deutscher Mittelstreckenläufer (* 1887)
- 19. Juli: Rodolfo Choperena, mexikanischer Basketballspieler (* 1905)
- 19. Juli: Thomas Doe, US-amerikanischer Bobfahrer (* 1912)
- 19. Juli: Thoralf Glad, norwegischer Segler (* 1878)
- 19. Juli: Carl Jörns, deutscher Automobilrennfahrer (* 1875)
- 20. Juli: Jean-Marie le Bourvelec, französischer Turner (* 1880)
- 24. Juli: Anselme Brusa, italienisch-französischer Ruderer (* 1899)
- 25. Juli: Everett Bradley, US-amerikanischer Leichtathlet (* 1897)
- 26. Juli: Hermann Buchfelder, österreichischer Schwimmer und Wasserballspieler (* 1889)
- 26. Juli: Léon Dernier, belgischer Automobilrennfahrer (* 1912)
- 27. Juli: Moisés Solana, mexikanischer Automobilrennfahrer (* 1935)
- 29. Juli: Lars Hedwall, schwedischer Leichtathlet (* 1897)

### August
- 01. August: Márton Lőrincz, ungarischer Ringer (* 1911)
- 01. August: Gerhard Mitter, deutscher Automobilrennfahrer (* 1935)
- 02. August: Leslie Cliff, britischer Eiskunstläufer (* 1908)
- 04. August: Lennart Silfverstolpe, schwedischer Tennisspieler (* 1888)
- 05. August: Henrik Rasmussen, dänischer Turner (* 1887)
- 06. August: Tracy Jaeckel, US-amerikanischer Fechter und Fechtsportfunktionär (* 1905)
- 10. August: Georges Perrin, französischer Radrennfahrer (* 1892)
- 12. August: Josef Glaser, deutscher Fußballspieler (* 1887)
- 13. August: Friedel Berges, deutscher Schwimmer (* 1903)
- 14. August: Leen Hoogendijk, niederländischer Wasserballspieler (* 1890)
- 17. August: Ferdinand Cattini, Schweizer Eishockeyspieler (* 1916)
- 19. August: Kristian Hovde, norwegischer Skilangläufer und Nordischer Kombinierer (* 1903)
- 20. August: Marty Barry, kanadischer Eishockeyspieler (* 1904)
- 26. August: Joseph Bourgougnoux, französischer Turner (* 1878)
- 26. August: Léon Monnier, französischer Hochspringer (* 1883)
- 28. August: Henk Janssen, niederländischer Tauzieher (* 1890)
- 29. August: Alfonso Orlando, italienischer Langstreckenläufer (* 1892)
- 31. August: Rocky Marciano, US-amerikanischer Boxer (* 1923)

### September
- 01. September: Heinz Hax, deutscher Moderner Fünfkämpfer und Sportschütze (* 1900)
- 02. September: Willy Mairesse, belgischer Automobilrennfahrer (* 1928)
- 03. September: Alexander Gleichmann von Oven, deutscher Ruderer (* 1879)
- 04. September: Raymond Flacher, französischer Fechter (* 1903)
- 06. September: Arthur Friedenreich, brasilianischer Fußballspieler (* 1892)
- 12. September: Terry de la Mesa Allen, US-amerikanischer Polospieler (* 1888)
- 14. September: Manuella Kalili, US-amerikanischer Schwimmer (* 1912)
- 27. September: Naitō Katsutoshi, japanischer Ringer und Judokämpfer (* 1895)
- 30. September: Ernest Jacquet, Schweizer Eishockeyspieler und -schiedsrichter sowie Sportfunktionär (* 1886)

### Oktober
- 01. Oktober: Gunnar Andersson, schwedischer Fußballspieler (* 1928)
- 03. Oktober: Charles Burnell, britischer Ruderer (* 1876)
- 06. Oktober: Volger Andersson, schwedischer Skilangläufer (* 1896)
- 07. Oktober: Léon Scieur, belgischer Radrennfahrer (* 1888)
- 07. Oktober: Nils Voss, norwegischer Turner (* 1886)
- 09. Oktober: Elsa Rendschmidt, deutsche Eiskunstläuferin (* 1886)
- 12. Oktober: Sonja Henie, norwegische Eiskunstläuferin (* 1912)
- 12. Oktober: Josef Holsner, schwedischer Leichtathlet (* 1894)
- 12. Oktober: Veli Saarinen, finnischer Skilangläufer und Skilanglauftrainer (* 1902)
- 12. Oktober: Juho Saaristo, finnischer Speerwerfer (* 1891)
- 12. Oktober: Carlo Speroni, italienischer Langstreckenläufer (* 1895)
- 12. Oktober: Karl Uhle, deutscher Fußballspieler (* 1887)
- 13. Oktober: Pierre Meyrat, französischer Automobilrennfahrer (* 1916)
- 15. Oktober: Márton Homonnai, ungarischer Wasserballspieler (* 1906)
- 18. Oktober: Filippo Bottino, italienischer Gewichtheber (* 1888)
- 18. Oktober: Lacey Hearn, US-amerikanischer Leichtathlet (* 1881)
- 19. Oktober: William Longworth, australischer Schwimmer (* 1892)
- 25. Oktober: Nils Sundh, schwedischer Skispringer (* 1898)
- 26. Oktober: Cyril Slater, kanadischer Eishockeyspieler (* 1897)
- 27. Oktober: Carl-Axel Christiernsson, schwedischer Leichtathlet (* 1898)
- 29. Oktober: Sven Salén, schwedischer Segler (* 1890)
- 000Oktober: Leslie Rich, US-amerikanischer Schwimmer (* 1886)

### November
- 03. November: Zeki Rıza Sporel, türkischer Fußballspieler (* 1898)
- 05. November: Jos De Beuckelaere, belgischer Radrennfahrer (* 1925)
- 05. November: Marcel Leineweber, luxemburgischer Kunstturner (* 1912)
- 08. November: Harry Mallin, britischer Boxer (* 1892)
- 09. November: Clifford Gray, US-amerikanischer Bobsportler (* 1892)
- 11. November: Jack Torrance, US-amerikanischer Leichtathlet (* 1912)
- 12. November: Jim Giraud, französischer Athlet (* 1882)
- 14. November: Fanny Rosenfeld, kanadische Leichtathletin und Olympiasiegerin (* um 1904)
- 15. November: Wilhelm Braun, deutscher Skilangläufer (* 1897)
- 15. November: Niels Larsen, dänischer Sportschütze (* 1889)
- 15. November: Arthur Vollstedt, deutscher Eisschnellläufer (* 1892)
- 20. November: Christopher Dotterweich, US-amerikanischer Radrennfahrer (* 1896)
- 21. November: John Loaring, kanadischer Leichtathlet (* 1915)
- 23. November: André Gaboriaud, französischer Fechter (* 1895)
- 23. November: Noel Ryan, australischer Schwimmer (* 1911)
- 27. November: Gyula Mándi, ungarischer Fußballspieler und -spieler (* 1899)
- 27. November: László Székely, ungarischer Fußballspieler und -trainer (* 1910)

### Dezember
- 01. Dezember: František Ventura, tschechoslowakischer Springreiter (* 1894)
- 04. Dezember: Sophia Gorham, britische Motorbootfahrerin (* 1881)
- 07. Dezember: Élisabeth d’Ayen, französische Tennisspielerin (* 1898)
- 07. Dezember: Albert Weinstein, deutscher Weit- und Dreispringer (* 1885)
- 08. Dezember: Victor Hopkins, US-amerikanischer Radrennfahrer (* 1904)
- 09. Dezember: Parelius Finnerud, norwegischer Langstreckenläufer (* 1888)
- 15. Dezember: Willy Røgeberg, norwegischer Sportschütze (* 1905)
- 18. Dezember: Charles Dvorak, US-amerikanischer Leichtathlet und Olympiasieger (* 1878)
- 22. Dezember: August Momberger, deutscher Automobilrennfahrer und Ingenieur (* 1905)
- 26. Dezember: Gunnar Söderlindh, schwedischer Turner (* 1896)
- 27. Dezember: Henri Barbenés, deutsch-französischer Ruderer (* 1885)

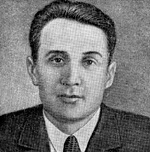
Alexei Sokolski

- 27. Dezember: Alexei Sokolski, sowjetischer Schachspieler (* 1908)
- 28. Dezember: William Richardson, US-amerikanischer Leichtathlet (* 1903)
- 31. Dezember: Benjamin Hedges, US-amerikanischer Leichtathlet (* 1907)

### Datum unbekannt
- Richard James Allen, indischer Hockeyspieler (* 1902)
- Mehmet Çoban, türkischer Ringer (* 1905)
- Frederick Hibbins, britischer Langstreckenläufer (* 1890)
- Eduard Müller, Schweizer Skilangläufer (* 1912)
- Edward Peltz, südafrikanischer Boxer (* 1916)
- Konstantinos Skarlatos, griechischer Sportschütze (* 1877)
- Cecil Walker, australischer Radrennfahrer (* 1900)
- Viktor Wigelbeyer, österreichischer Bobfahrer (* 1897)